# Светогорск

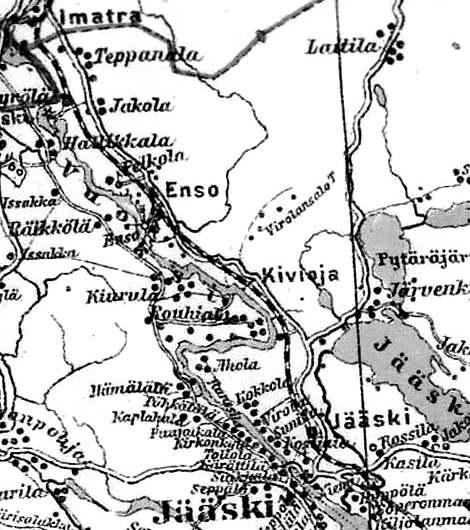
Посёлок Энсо на финской карте 1923 года

Светого́рск, до 1949 года Энсо (фин. Enso) — город в Выборгском районе Ленинградской области, административный центр Светогорского городского поселения.

## Описание
Город расположен на реке Вуокса в северной части Карельского перешейка в 188 километрах от Санкт-Петербурга. По своему географическому положению является самым северным городом Ленинградской области. Ближайший город со стороны Финляндии — Иматра (расстояние 7 км).

## География
Через Светогорск протекают три реки: Вуокса, Унтерниска и Кивиоя (фин. Kivioja — Каменный ручей, но местные жители называют его Грязный ручей). Раньше в Унтерниске жители города занимались рыболовством и купались в сделанных запрудах. Купальни на реке были устроены финнами возле нынешней улицы Спортивная. Через реку были переброшены доски, с которых женщины полоскали бельё (речь идет о переходе через реку возле ул. Кирова).
Входит в пограничную зону.

## История

### Великое княжество Финляндское
Энсо был основан в кунте Яаски Выборгской губернии в 1887 году, когда барон Ади Стандершкёльд (1855—1935), сын Карла Августа Стандершкёльда (швед. Carl August Standertskjöld, 1814—1885), выкупил у водопада Ряйккёля (фин. Räikkölä) на реке Вуоксе 16 гектаров земли. Он построил на них завод древесной массы (ныне Светогорский целлюлозно-бумажный комбинат). Вокруг предприятия был построен посёлок, которому барон дал название Э́нсо (фин. Enso, «первенец»). Позже завод был расширен до картонно-бумажной фабрики (энсовский комбинат или завод «Энсо»). Это было первое большое бумажное производство в Финляндии.

### Финляндия (1917—1940)
Со временем Энсо стал промышленным и торговым центром кунты. Норвежский лесопромышленник Ганс Гутцейт владеющий всем пакетом акций фирмы «Enso Aktie Bolaget» и «Aktie Bolaget Gutzeit» объединил эти фирмы. Новая фирма стала именоваться «Enso Gutzeit». Многопрофильные производства концерна «Enso-Gutzeit Oy» сделали его всемирно известным уже в 1920-х годах.

### Военные годы (1939—1945)
После окончания Зимней войны и подписания 13 марта 1940 года Московского договора большая часть Выборгской губернии была передана СССР. Новая граница разделила общину Яаски и прошла через станцию Энсо. Была создана совместная советско-финляндская комиссия по демаркации границы. Изначально Энсо должен был остаться на территории Финляндии. Однако 20 марта, всего через неделю после подписания мира, части Красной Армии безо всякого согласования с финской стороной и в нарушение подписанного Московского договора перешли линию новой границы и заняли Энсо. Финляндия была поставлена перед фактом: город и интересующий СССР завод «Энсо» стал относиться к СССР. Таким же образом к СССР была присоединена Вяртсиля.
23 июня 1940 года на встрече с наркомом иностранных дел СССР Вячеславом Молотовым посланник Финляндии в СССР Юхо Паасикиви поднял вопрос о произведённом обмене территории Финляндии в районе Энсо на участок территории СССР в другом районе. По мнению Паасикиви, переданный Финляндии участок не мог быть признан равноценным участку, переданному Финляндией СССР. Молотов ответил, что этим вопросом, ввиду временного отсутствия Деканозова, он поручит заняться Генеральному Секретарю Соболеву. 3 июля Молотов дал ответ Паасикиви касательно линии госграницы в районе Энсо.
Во время Советско-финской войны, начавшейся летом 1941 года, город был занят финскими войсками с 21 августа 1941 и удерживался по 24 сентября 1944.

### СССР (1940—1991)
В 1949 году посёлок Энсо был переименован в город Светогорск по гидроэлектростанции, дающей свет. Через три года, в 1951 году, был переименован завод «Энсо» — в Светогорский ЦБК.
Въезд в приграничную зону, где находится Светогорск, был строго ограничен и разрешался только по пропускам. В городе ощущалось влияние соседней Финляндии: местные телевизоры принимали каналы финского телевидения, а на территории целлюлозно-бумажного комбината постоянно трудились финские строители, каждый день приезжающие сюда из приграничного города Иматра.

### Российское время (с 1991)
Рано утром 22 мая 1996 года произошло обрушение пятиэтажного панельного жилого дома на улице Гарькавого, 12. В ходе спасательной операции, в которой принимали участие не только российские, но и финские специалисты, из-под завалов было извлечено 23 пострадавших. Погибли 22 человека. По одной из версий, причиной происшествия стал взрыв газа, который скопился в подвале, по другой, сдетонировал запас взрывчатки аммонал, который мог храниться для последующих взрывов в многочисленных местных карьерах. Сам дом не был снесен, а у его восточного торца, близ Спортивной улицы, создан мемориал памяти жертв.

## Население
| 1947    | 1959    | 1970    | 1979    | 1989    | 1992    | 1996    |
| ------- | ------- | ------- | ------- | ------- | ------- | ------- |
| 10 794  | ↘10 448 | ↘9623   | ↗12 990 | ↗15 594 | ↗15 800 | ↘15 600 |
| 1997    | 1998    | 2000    | 2001    | 2002    | 2003    | 2005    |
| ↘15 500 | →15 500 | ↘15 300 | ↘15 200 | ↗15 698 | ↗15 700 | ↘15 500 |
| 2006    | 2007    | 2008    | 2009    | 2010    | 2011    | 2012    |
| ↘15 400 | →15 400 | ↘15 300 | ↘15 217 | ↗15 981 | ↗16 000 | ↘15 893 |
| 2013    | 2014    | 2015    | 2016    | 2017    | 2018    | 2019    |
| ↗15 955 | ↘15 896 | ↘15 827 | ↘15 787 | ↘15 721 | ↘15 546 | ↘15 398 |
| 2020    | 2021    | 2023    | 2024    | 2025    |         |         |
| ↘15 242 | ↘13 784 | ↘13 535 | ↘13 419 | ↘13 296 |         |         |

На 1 января 2025 года по численности населения город находился на 826-м месте из 1124 городов Российской Федерации.

## Органы местного самоуправления
В 1995 году городским Собранием представителей — выборным органом местного самоуправления — был принят устав муниципального образования «Город Светогорск». В декабре 1996 года состоялись выборы местных органов власти, на которых были избраны глава муниципального образования (по уставу — мэр города Светогорска) и десять депутатов городского Собрания представителей.
С 2000 года выборы депутатов Собрания представителей муниципального образования проводятся по пяти многомандатным округам, в каждом из которых избираются два депутата.
2 марта 2009 года в Светогорском и Лесогорском городских поселениях прошел референдум о возможности объединения территорий. Большинство жителей поселений высказались на этот вопрос положительно: в Лесогорском поселении «за» высказались 83,51 %, в Светогорском — 75,89 % участников голосования. Депутаты парламента Ленинградской области одобрили в третьем чтении объединение Светогорского и Лесогорского городских поселений в одно Светогорское городское поселение с административным центром в городе Светогорск.

### Мэры
С 1996 по 2004 мэром города работал Николай Михайлович Пермяков, избранный в декабре 1996 года, а затем в 2000 году.
Муниципальные выборы 1996 года в Светогорске завершились поражением бывшего главы администрации Геннадия Глазова, инициатора борьбы за независимость города. Он проиграл не только на выборах мэра (получив 21,72 % голосов), но и на выборах депутатов муниципального собрания. Мэром Светогорска избран Николай Пермяков, коммерческий директор АО «Лесогорский завод» (66,3 % голосов).
В настоящее время главой муниципального образования «Светогорское городское поселение» является Иванова Ирина Владимировна, а главой администрации МО «Светогорское городское поселение» — Цой Евгений Ефимович.

## Экономика
Градообразующее предприятие — Непубличное акционерное общество «Светогорский целлюлозно-бумажный комбинат». Объём отгруженных товаров собственного производства в 2012 году — более 670 тыс. тонн (офисная бумага форматов А3 и А4, офсетная бумага, мелованный картон, беленая химико-термомеханическая масса, талловое масло, скипидар).
На реке Вуоксе — Светогорская ГЭС-11.

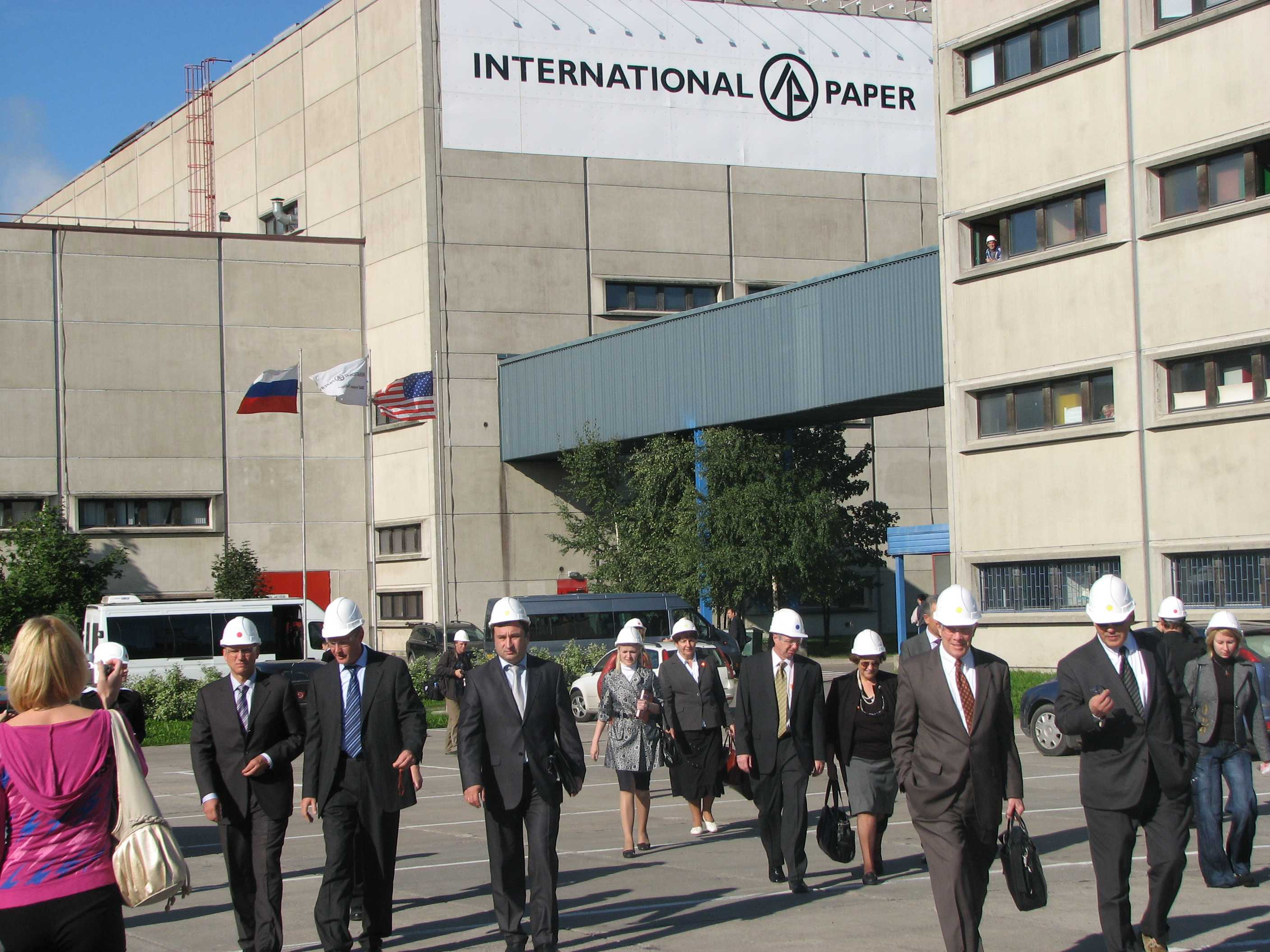
Американская торговая палата с визитом на Светогорском ЦБК. 2009 год

## Туризм
В городе работают две гостиницы.

### Храм Рождества Пресвятой Богородицы
Сначала в Светогорске появился приход, а затем уже храм, который расположился в здании бывшей библиотеки. Храм обустроен в 1998 году. Антиминс получен 26 сентября 1998 года. Так сложилось, что прибывшему тогда священнику негде было жить, и он расположился у местных жителей.
На данный момент настоятель храма Рождества Пресвятой Богородицы отец Михаил Котов.

### Лесогорская усадьба (база отдыха)
База отдыха, расположившаяся в историческом особняке. Основной корпус — бывшая усадьба финского графа по фамилии Русави, который построил её для своей семьи в 1894—1896 годах. Её называли «Ахолла-Холл». Во время Советско-финляндской войны дом находился под присмотром управляющего. Но когда финские войска были «на пороге», прислуге пришлось покинуть его. Дом заняли солдаты Финляндии.
После войны здание пустовало ещё 8 лет. С 1953 по 1968 года была сделана первая реконструкция. В здании разместили детский санаторий. В 1974 году Ахолла-Холл был приобретен ОАО «Авангард».

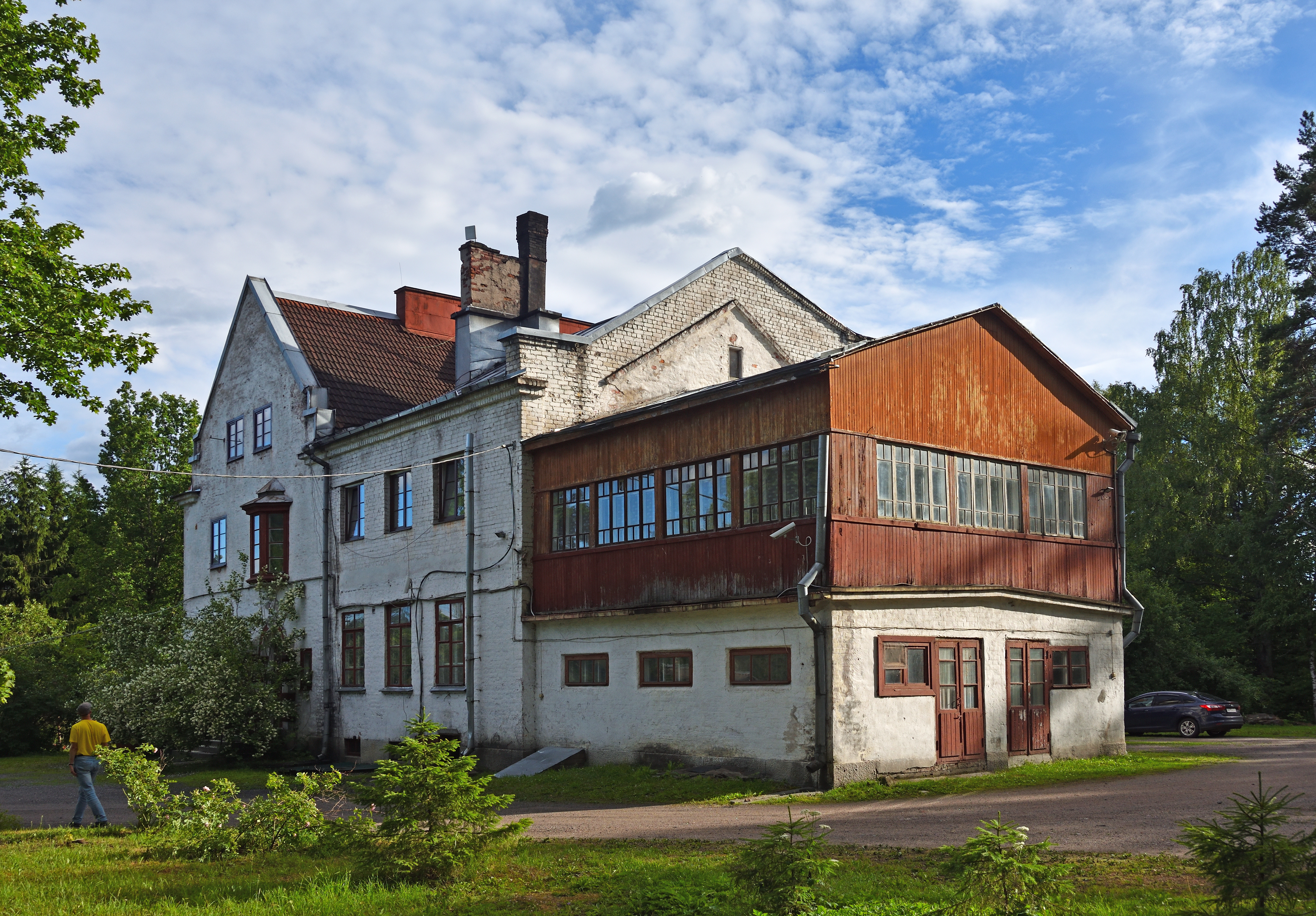
Лесогорская усадьба (бывш. «Ахолла-Холл»). 2019 год

### Скала любви
Есть легенда о сыне местного графа, который полюбил девушку из посёлка «ГЭС» (посёлок для обслуживающего персонала местной гидроэлектростанции). Но так как девушка была из «простых», отец юноши не разрешил им пожениться. Юноша и его возлюбленная не вынесли этого горя и вместе прыгнули со скалы, которая находится между посёлком и Ахолла-Холлом. В память о трагедии место было названо Скалой любви. Есть поверье, что если загадать желание и бросить яблоко со скалы, то оно обязательно сбудется.

## Инфраструктура
- Целлюлозно-бумажный комбинат НПАО «Светогорский ЦБК» — градообразующее предприятие[49].
- Молокозавод — занимается переработкой молока, поступающего из животноводческих комплексов в посёлках Лосево и Правдино.
- АТС. Введена в действие в ночь с 21 на 22 февраля 1978 года.
- Районная больница.
- Стадион школы № 1.
- Стадион «Центральный». Ранее домашняя арена ФК «Светогорец».
- Стадион Политехнического колледжа.
- Стадион школы № 2.
- Школа № 2. Размещается в здании финской школы 1939 года постройки.
- Школа № 1. Вступила в строй в августе 1975 года.
- Кладбище[50].

### Связь
В городе работают следующие операторы мобильной связи: МТС, Билайн, Мегафон, Tele2, Скайлинк, Elisa, Sonera, DNA. Последние три компании финские. Ввиду того, что Светогорск расположен очень близко к границе, часть его территории располагается в зоне действия финских сотовых сетей.
Доступ в Интернет предоставляют: «ТТК», «Ростелеком».

### Транспорт
Автобус по маршруту № 126 (Выборг — Светогорск) ходит восемь раз в день.
Пригородное пассажирское ж/д движение до станции Светогорск отсутствует с 2014 года.

### Пограничный пункт пропуска
Государственная граница между Россией и Финляндией, установленная в 1947 году, проходит в 1 км северо-западнее Светогорска. В Финляндии в 6 км от границы расположен город Иматра. В 1960-е годы между Светогорском и Иматрой уже существовал двусторонний железнодорожный погранпереход, который использовался для экспорта круглого леса, а в 1970-е годы по договорённости между советскими и финскими властями был создан двусторонний автомобильный переход, который обслуживал главным образом экспорт леса в Финляндию, а также потребности высококвалифицированных иностранных специалистов, которые по приглашению советских властей работали на Светогорском ЦБК. Специалисты, которые были гражданами разных стран, жили в Иматре и ездили на работу на «Светогорский ЦБК» через границу.
В 1990-е годы было принято решение реконструировать автомобильный погранпереход. Строительство закончилось в 2002 году, превратив крошечный пропускной пункт в современный международный автомобильный пункт пропуска. С 2006 года пункт перешёл на круглосуточный режим работы.
Также разрешено пересечение границы на велосипеде, как и на всех остальных пограничных КПП на российско-финляндской границе в Ленинградской области.
За исключением экспорта круглого леса, другие грузы через железнодорожный пункт пропуска не перевозятся. Пассажирское движение через железнодорожный пункт пропуска не осуществляется.

## СМИ
- В Светогорске работает Дорожное радио на 95,4 МГц
- В городе также можно принимать телеканалы (Первый канал, Россия 1 / ГТРК Санкт-Петербург, НТВ, Пятый канал, Матч ТВ, а также пакеты РТРС-1 и РТРС-2) и радиостанции (Радио Ваня, Питер FМ, Ретро FM, Радио Мария, Страна FM, Love Радио, Популярная классика, Европа Плюс, Дорожное радио и Авторадио) из Выборга

## Города-побратимы
- Латвия: Валка
- Финляндия: Иматра